# Пламвілл (Пенсільванія)
Пламвілл (англ. Plumville) — місто (англ. borough) в США, в окрузі Індіана штату Пенсільванія. Населення — 255 осіб (2020).

## Географія
Пламвілл розташований за координатами 40°47′33″ пн. ш. 79°10′46″ зх. д. / 40.79250° пн. ш. 79.17944° зх. д. (40.792487, -79.179355).  За даними Бюро перепису населення США в 2010 році місто мало площу 1,28 км², уся площа — суходіл.

## Демографія
Згідно з переписом 2010 року, у селищі мешкало 307 осіб у 119 домогосподарствах у складі 97 родин. Густота населення становила 239 осіб/км².  Було 138 помешкань (108/км²).
Расовий склад населення:
| - 98,4 % — білих - 0,3 % — чорних або афроамериканців - 0,3 % — азіатів |

До двох чи більше рас належало 1,0 %. Частка іспаномовних становила 0,3 % від усіх жителів.
За віковим діапазоном населення розподілялося таким чином: 26,7 % — особи молодші 18 років, 56,7 % — особи у віці 18—64 років, 16,6 % — особи у віці 65 років та старші. Медіана віку мешканця становила 36,2 року. На 100 осіб жіночої статі у селищі припадало 106,0 чоловіків;  на 100 жінок у віці від 18 років та старших — 97,4 чоловіків також старших 18 років.
Середній дохід на одне домашнє господарство  становив 53 407 доларів США (медіана — 50 833), а середній дохід на одну сім'ю — 59 946 доларів (медіана — 56 250). Медіана доходів становила 47 000 доларів для чоловіків та 23 750 доларів для жінок. За межею бідності перебувало 16,8 % осіб, у тому числі 21,4 % дітей у віці до 18 років та 10,0 % осіб у віці 65 років та старших.
Цивільне працевлаштоване населення становило 125 осіб. Основні галузі зайнятості: транспорт — 16,0 %, роздрібна торгівля — 16,0 %, сільське господарство, лісництво, риболовля — 13,6 %, освіта, охорона здоров'я та соціальна допомога — 12,0 %.